# Ибарра, Франко
Франко Габриэль Ибарра (исп. Franco Gabriel Ibarra; родился 28 апреля 2001) — аргентинский футболист, полузащитник клуба «Атланта Юнайтед», выступающий на правах аренды за клуб «Росарио Сентраль».

## Клубная карьера
В возрасте девяти лет начал выступать за молодёжную команду «Архентинос Хуниорс». Провёл более сотни матчей за молодёжные команды клуба. 10 декабря 2019 года дебютировал в основном составе «Архентинос Хуниорс», выйдя на замену Франсису Макаллистеру в матче аргентинской Примеры против клуба «Эстудиантес». В июне 2020 года подписал новый контракт с клубом до декабря 2024 года.
22 февраля 2021 года подписал контракт с клубом MLS «Атланта Юнайтед». 17 апреля 2021 года дебютировал в MLS в матче стартового тура сезона 2021 против «Орландо Сити», выйдя на замену во втором тайме вместо Марселино Морено.
10 июля 2023 года отправился в аренду в «Торонто» на оставшуюся часть сезона 2023 за плату 50 тыс. долларов в общих распределительных средствах. За «Торонто» дебютировал 15 июля 2023 года в матче против «Чикаго Файр». По окончании сезона 2023 вернулся из аренды в «Атланту Юнайтед».
В январе 2024 года вернулся играть на родину, отправившись в аренду в «Росарио Сентраль» до конца сезона 2024.